# Cesair
Cesair is een Nederlandse paganfolk- en wereldmuziekband, opgericht in 2008. Zij zijn een van de voornaamste vertegenwoordigers van de Nederlandse pagan folkscene, naast de paganfolkband Omnia. De band zelf geeft hun muziekgenre de naam "Epic Folk & Mythic Music". Zij maken gebruik van een veeltal moderne en traditionele muziekinstrumenten, waaronder accordeon, draailier, hammered dulcimer, Ierse bouzouki, viool, cello, bodhrán and vele andere. Hun nummers zijn gezongen in verscheidene talen, van Arabisch, middeleeuwse Keltische talen, Engels, Latijn, Grieks, tot Middelnederlands, Oudnoords en meer.

## Geschiedenis
Cesair werd in 2008 in Utrecht opgericht door studenten aan de Universiteit Utrecht. In 2011 namen zij Jan de Vries aan als drummer. In de daaropvolgende jaren heeft de band op verscheidene invloedrijke Europese alternatieve, gothic en middeleeuwse festivals opgetreden, waaronder Festival-Mediaval, Wave-Gotik-Treffen, Mittelalterlich Phantasie Spectaculum in Duitsland en Trolls et Légendes in België, en als co-headliners op Castlefest, het grootste pagan/fantasyfestival in Europa. In 2016 maakte de band bekend dat bandlid Fieke van den Hurk de band zou verlaten, wat in maart van 2017 gebeurde. Later die maand werden Luka Aubri, een oud-bandlid van Omnia, en Faber Horbach als nieuwe bandleden aangekondigd.

## Bezetting

### Huidige bandleden
- Monique van Deursen – vocalen, bodhrán, lijsttrommel, tingsha
- Sophie Zaaijer – vocalen, viool, altviool, cello, mondharp
- Thomas Biesmeijer – vocalen, Ierse bouzouki, gitaar, lijsttrommel
- Luka Aubri – vocalen, slideridoo (2017–heden)
- Daan van Loon – vocalen, piano, accordeon (2019–heden)

### Voormalige bandleden
- Fieke van den Hurk – accordeon, hammered dulcimer, draailier (2008–2017)
- Faber Horbach – vocalen, piano, nyckelharpa (2017–2019)
- Jan de Vries – drums en verschillende percussieinstrumenten (2012–2022)

## Stijl

### Muziek
Cesairs muziek wordt veelal als "paganfolk" bestempeld. De band heeft aangegeven zich niet helemaal te identificeren met deze term, aangezien "de term 'pagan' impliceert dat de muziek een bepaalde spirituele lading heeft, of zicht tegen bepaalde religies opricht, wat niet is waar [zij] voor staan". In plaats daarvan gebruiken zij zelf de term “Epic Folk & Mythic Music”.
Cesairs debuutalbum, Dies, Nox et Omnia, is opgenomen in de Wisseloordstudio's in Hilversum. Zangeres Sonja Drakulich van Stellamara/Faun verzorgt een gastoptreden op het nummer Ishtar. In mei 2015 bracht de band via het Duitse label Miroque GmbH / Alive AG / Screaming Banshee Records een speciale editie van dit album uit, genaamd Dies, Nox et Omnia: Sine Fine. Deze versie is geremasterd door Grammy Award-winnares Darcy Proper in de Wisseloordstudio's en bevat remixes gemaakt door de bands Corvus Corax, Schwarzblut and Niel Mitra van Faun.

### Lyrics
De lyrics van Cesairs liederen zijn geschreven en gezongen in talrijke talen, waaronder Arabisch, middeleeuwse Keltische talen, Spaans, Occitaans Romaans, Zweeds, Oudengels, Latijn, Grieks, Middelnederlands, Oudnoords en vele andere. Naast zelfgeschreven lyrics maakt de band gebruik van historische, klassieke en middeleeuwse bronnen en manuscripten, zoals de Enoema Elisj (Enuma Elish), de Carmina Burana (Dies, Nox et Omnia) en werken van Gaston Fébus (Canso), Sappho (Graeica), Aneirin (Y Gododdin) en moderne auteurs als William Butler Yeats (The Wanderings of Oisín) en Kahlil Gibran (Atiny Naya).

### Oorsprong van de naam
De naam Cesair is afgeleid van de mythe van Cessair, een onderdeel van de Lebor Gabála Érenn, een verzameling middeleeuwse christelijke teksten die de mythische geschiedenis van Ierland beschrijft. De band legt uit dat "de avonturen van deze heldhaftige vrouw op vele manieren in hun nummers verwerkt [zijn], en veel mogelijkheden tot verdere exploratie bieden, aangezien Cesair zelf, naar men zegt, de gehele destijds bekende wereld heeft verkend".

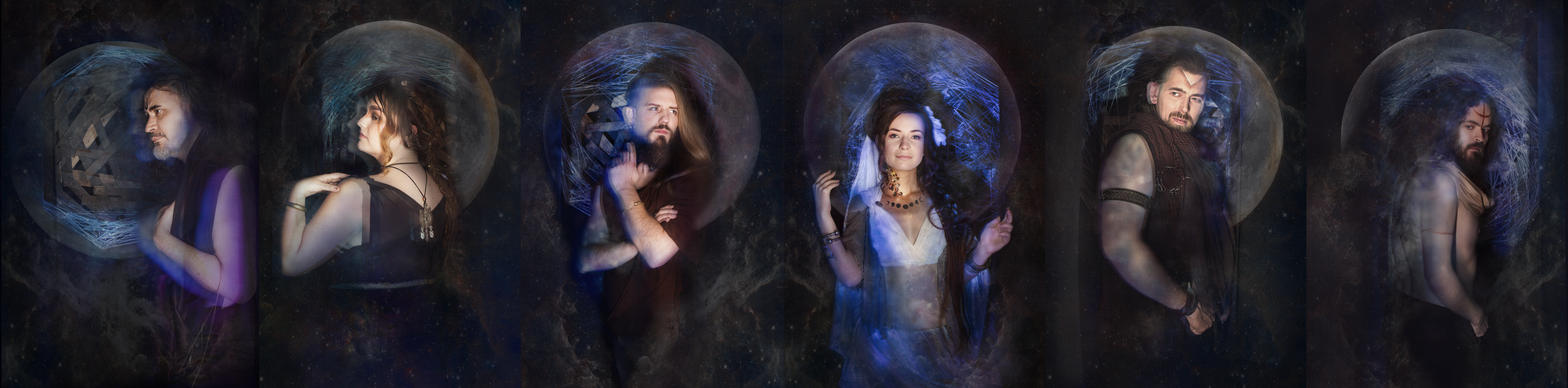
Wereldmuziekband Cesair (Nederland)

## Discografie

### Studioalbums
| Jaar | Titel                         |
| ---- | ----------------------------- |
| 2013 | Dies, Nox et Omnia            |
| 2015 | Dies, Nox et Omnia: Sine Fine |
| 2017 | Omphalos                      |

Bandleden Sophie Zaaijer en Fieke van den Hurk zijn als gastmuzikanten te horen op het album King of Kings van de symfonische metalband Leaves' Eyes.

### Singles
| Jaar | Titel         |
| ---- | ------------- |
| 2021 | Aux Pieds Nus |